# Good Pizza, Great Pizza
Good Pizza, Great Pizza — компьютерная игра в жанре симулятора, разработанная и изданная американской компанией TapBlaze и выпущенная вначале для мобильных платформ iOS и Android, а затем в 2020 году на Nintendo Switch. Игра представляет собой симулятор управления пиццерией, в котором игрок должен принимать заказы от клиентов, готовить пиццу в соответствии с их требованиями и эффективно управлять рестораном. Игра получила в целом положительные отзывы от критиков, которые отметили увлекательный игровой процесс, постоянную мотивацию совершенствовать навыки, интуитивно понятное управление и разнообразие доступных улучшений.

## Игровой процесс
Good Pizza, Great Pizza — это симулятор управления пиццерией, в котором от игрока нужно проявить свои кулинарные навыки и бизнес-чутье. Игровой процесс состоит из приема заказов от клиентов, приготовления пиццы согласно их требованиям и эффективного управления рестораном.
Создание пиццы включает в себя несколько этапов: раскатывание теста, добавление соуса, начинки, запекание и нарезка на указанное количество кусочков. Задача осложняется тем, что клиенты часто делают необычные заказы, например, пиццу без определенных ингредиентов. Игроку предстоит решать, следовать ли в точности указаниям клиента, рискуя получить негативный отзыв, или уточнить детали заказа, потеряв при этом драгоценное время.
По мере прохождения игры ассортимент ингредиентов расширяется, что делает заказы более сложными и разнообразными. Игроку необходимо разработать эффективную систему приготовления пиццы, чтобы увеличить скорость выполнения заказов и, соответственно, дневную прибыль. Для этого можно заранее подготавливать тесто и основу для пиццы. Заработанные средства можно вкладывать в улучшение пиццерии, например, в покупку новых ингредиентов, улучшение печи или расширение зала для привлечения большего количества клиентов. Главная задача — найти баланс между эффективным приготовлением пиццы и удовлетворением запросов клиентов, чтобы построить успешный бизнес.

## Отзывы критиков
| Иноязычные издания | Иноязычные издания |
| Издание            | Оценка             |
| ------------------ | ------------------ |
| Nintendo Insider   | 8 из 10            |
| Ladies Gamers      | I Like it a Lot!   |
| AppAdvice          | 9,1 из 10          |
| CFG                | 3 из 5             |
| Nindie Spotlight   | 6,3 из 10          |

По мнению Мэтта Фуртадо из Nintendo Insider, Good Pizza, Great Pizza — захватывающая и затягивающая игра. Критик отмечает, что постоянная мотивация совершенствовать свои навыки и развивать виртуальный ресторан не дает оторваться от игрового процесса. По мнению Фуртадо, попытки найти правильный баланс между эффективным приготовлением пиццы и удовлетворением запросов клиентов представляют собой вызов, который снова и снова заставлял его возвращаться к игре.
Эмили Рассел из Ladies Gamers аналогично посчитала Good Pizza, Great Pizza увлекательной игрой, которая предлагает практический опыт управления пиццерией. Она выделила постепенное усложнение игрового процесса, стратегические элементы в обслуживании клиентов, разнообразие улучшений, и отметила, что игра «сильно затягивает».
По мнению Кристин Чан из AppAdvice, процесс приготовления пиццы интуитивно понятен, достоверен и к нему легко привыкнуть. Она также высоко оценивает множество доступных улучшений для пиццерии и уникальный подход к опциональной видеорекламе. При этом она также отметила небольшие недостатки, такие как отсутствие возможности самостоятельно раскатывать тесто и временами раздражающие клиенты.
Амбер Дойл из CFG пишет, что игра удачно балансирует между напряжением и удовлетворением от выполнения сложных заказов. Критик также высоко оценила визуальный стиль игры, отсылки к игровой и поп-культуре в диалогах и декорациях, а также плавный переход с мобильных платформ на Nintendo Switch.